# Prenj
 Ovo je glavno značenje pojma Prenj. Za naselje u općini Stolac, BiH pogledajte Prenj (Stolac, BiH).
Prenj je planinski masiv u sjeverozapadnom dijelu istočne Hercegovine s mnogim vrhovima od kojih je najviši Zelena glava (2123 metra n/m). 
Prenj je smješten u središnjem dijelu Dinarida. Okružuju ga jezera (prirodna i umjetna) Boračko, Jablaničko, Grabovičko, Salakovačko kao i rijeke Neretva, Ljuta, Neretvica i Bijela
Prenj započinje pored Glavatičeva (na Neretvi, uzvodno od Konjica), a proteže se sve do Bijelog polja kod Mostara. Okružuju ga (iza rijeke Neretve) planine Visočica s istoka, Bjelašnica sa sjeveroistoka, Bitovnja sa sjevera, Čvrsnica sa zapada, Velež (1969 m) s juga i Crvanj (1921 m) s jugoistoka.
U podnožju planine su tri grada: Konjic, Jablanica i Mostar.

## Vanjske poveznice
- Zone-2000 (planinarski magazin): Priča o Prenju  Arhivirana inačica izvorne stranice od 20. veljače 2005. (Wayback Machine)